# Chusuk Planitia
La Chusuk Planitia è una struttura geologica della superficie di Titano.